# Diócesis de Dresde-Meissen
La diócesis de Dresde-Meissen (en latín: Dioecesis Dresdensis-Misnensis y en alemán: Bistum Dresden-Meißen) es una circunscripción eclesiástica de la Iglesia católica en Alemania. Se trata de una diócesis latina, sufragánea de la arquidiócesis de Berlín. Desde el 29 de abril de 2016 su obispo es Heinrich Timmerevers.

## Territorio y organización

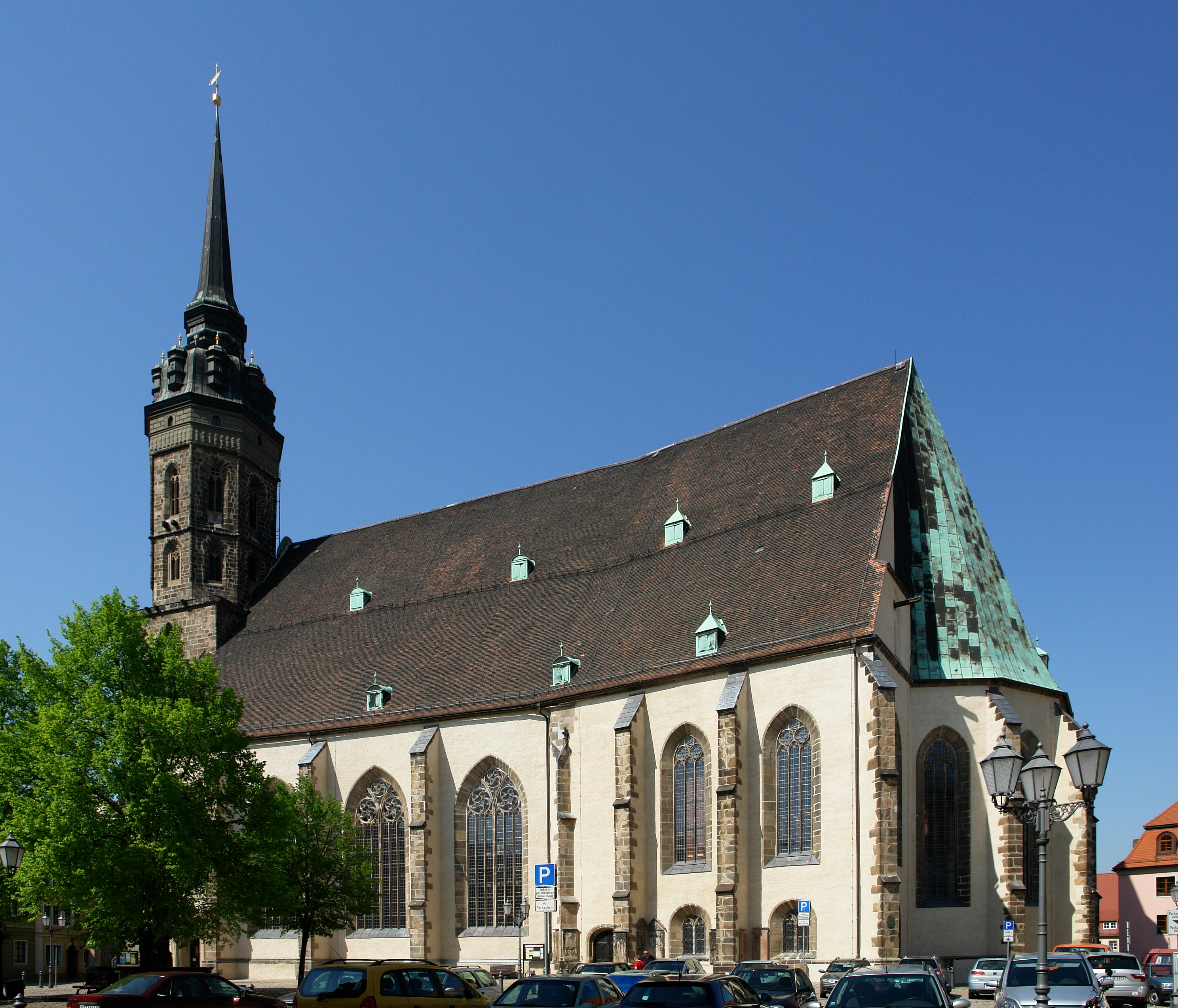
Concatedral de San Pedro, en Bautzen

La diócesis tiene 17 379 km² y extiende su jurisdicción sobre los fieles católicos de rito latino residentes en el estado de Sajonia y una porción de Turingia oriental (el vicariato de Gera).
La sede de la diócesis se encuentra en la ciudad de Dresde, en donde se halla la Catedral de la Santísima Trinidad. En Bautzen se halla la Concatedral de San Pedro. En Wechselburg se encuentra la basílica menor de la Santa Cruz.

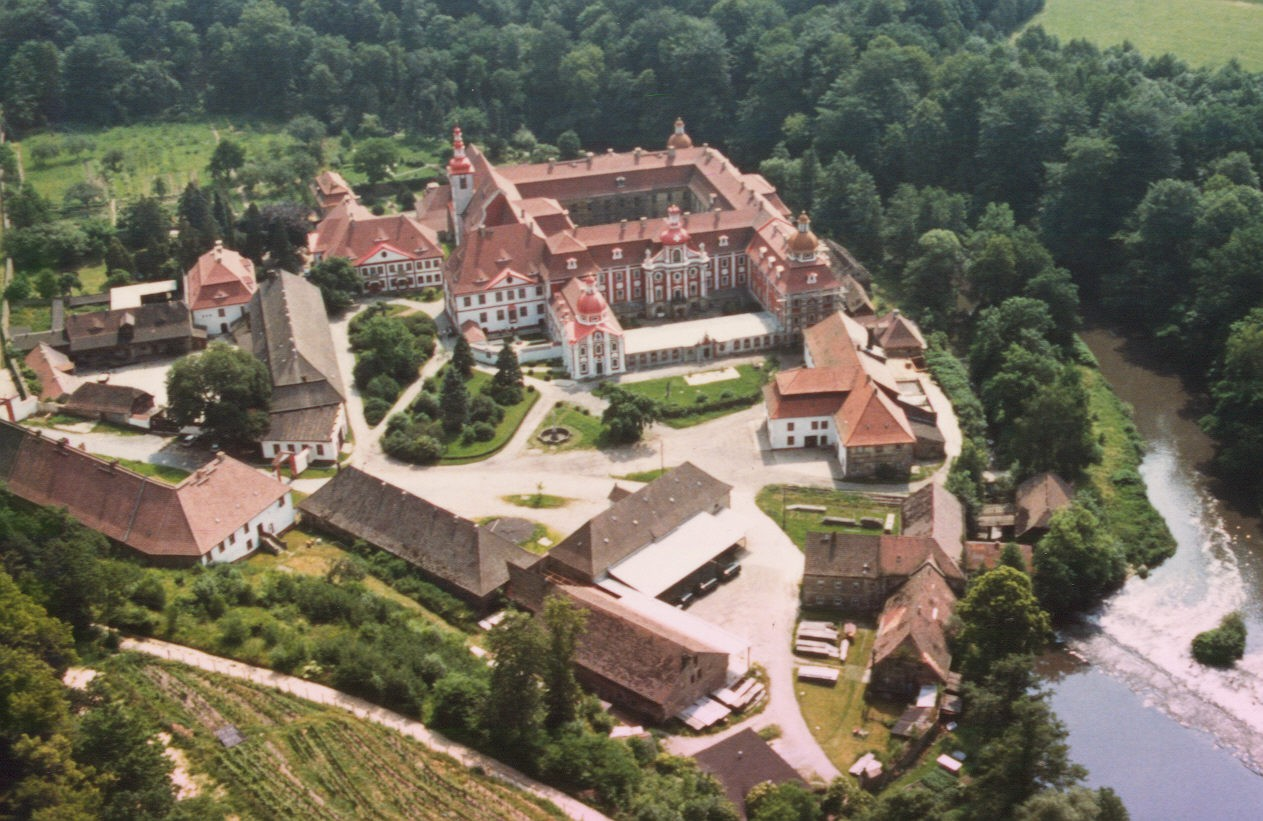
Abadía cisterciense de Marienthal

En 2023 en la diócesis existían 37 parroquias agrupadas en 8 decanatos: Bautzen, Chemnitz, Dresde, Gera, Leipzig, Meißen, Plauen y Zwickau.

## Historia

### Antigua diócesis de Meissen
La fundación de la diócesis de Meissen se debe a las peticiones del emperador Otón I, después de haber derrotado definitivamente a los húngaros en la batalla de Lechfeld (10 de agosto de 955). La decisión final la tomó el papa Juan XIII en el sínodo de Rávena en 967. Sin embargo, la Iglesia católica se vio abrumada por la Reforma protestante y la diócesis fue suprimida. El último obispo en comunión con la Santa Sede fue Johann von Haugwitz, que dimitió en octubre de 1581. Ya en 1559 había confiado el cuidado pastoral de los fieles que seguían siendo católicos a Johann Leisentrit, decano del capítulo colegiado de Bautzen. Von Haugwitz murió en la fe protestante el 26 de mayo de 1595.

### Diócesis actual
En 1567 la Santa Sede reconoció las funciones de la Leisentrit e instituyó la prefectura apostólica de Lusacia; la sede del prefecto apostólico era la ciudad de Bautzen, donde se encontraba la catedral de San Pedro. Centros importantes que permanecieron fieles al catolicismo fueron las dos abadías cistercienses femeninas de Marienthal y Marienstern. La jurisdicción de los prefectos apostólicos se extendía también a las parroquias de Bohemia que habían formado parte de la diócesis de Meissen.
A partir de 1753 a los prefectos apostólicos se les concedió la dignidad episcopal, convirtiéndose simultáneamente en obispos titulares.
El 16 de julio de 1821, mediante la bula De salute animarum del papa Pío VII, la prefectura apostólica cedió la porción de Lusacia en territorio prusiano a la diócesis de Breslavia (hoy arquidiócesis de Breslavia).
A partir de 1831 la prefectura fue gobernada, como administradores apostólicos, por los vicarios apostólicos de Sajonia, jurisdicción eclesiástica establecida por el papa Clemente XIII en 1763 con sede en Dresde.
En 1910 hubo un censo de poco más de 41 000 católicos distribuidos en unas cincuenta parroquias.
El 24 de junio de 1921, con la bula Sollicitudo omnium ecclesiarum del papa Benedicto XV, la prefectura apostólica fue elevada al rango de diócesis y, incorporando el territorio del suprimido vicariato apostólico de Sajonia, asumió el nombre de diócesis de Meissen, inmediatamente sujeta a La Santa Sede.
En 1972 cedió a la arquidiócesis de Breslavia la porción de territorio que quedó en Polonia tras la Segunda Guerra Mundial, debido al cambio de fronteras estatales.
El 15 de noviembre de 1979, en virtud del decreto Ad satius animarum de la Congregación para los Obispos, la sede episcopal fue trasladada de Bautzen a Dresde y la diócesis asumió su nombre actual.
El 27 de junio de 1994 la diócesis pasó a formar parte de la provincia eclesiástica de la arquidiócesis de Berlín. Al mismo tiempo, por decisión del del papa Juan Pablo II, tomó su fisonomía territorial actual con la erección de las diócesis de Magdeburgo (mediante bula Cum gaudio et spe) y Érfurt (mediante la bula Quo aptius).

## Estadísticas
Según el Anuario Pontificio 2024 la diócesis tenía a fines de 2023 un total de 133 959 fieles bautizados.
| Año                                                                             | Población            | Población | Población      | Sacerdotes | Sacerdotes    | Sacerdotes    | Bautizados por sacerdote | Diáconos permanentes | Religiosos | Religiosos | Parroquias |
| Año                                                                             | Bautizados católicos | Total     | % de católicos | Total      | Clero secular | Clero regular | Bautizados por sacerdote | Diáconos permanentes | Varones    | Mujeres    | Parroquias |
| ------------------------------------------------------------------------------- | -------------------- | --------- | -------------- | ---------- | ------------- | ------------- | ------------------------ | -------------------- | ---------- | ---------- | ---------- |
| 1950                                                                            | 592 531              | 6 042 219 | 9.8            | 331        | 293           | 38            | 1790                     |                      | 38         | 761        | 93         |
| 1970                                                                            | 351 670              | 5 178 526 | 6.8            | 321        | 271           | 50            | 1095                     |                      | 55         | 518        | 122        |
| 1980                                                                            | 274 500              | 5 217 000 | 5.3            | 283        | 241           | 42            | 969                      |                      | 45         | 357        | 145        |
| 1990                                                                            | 248 000              | 4 900 000 | 5.1            | 240        | 203           | 37            | 1033                     | 1                    | 40         | 264        | 147        |
| 1999                                                                            | 181 113              | 4 385 000 | 4.1            | 255        | 197           | 58            | 710                      | 5                    | 61         | 209        | 146        |
| 2000                                                                            | 181 048              | 4 375 000 | 4.1            | 252        | 198           | 54            | 718                      | 5                    | 60         | 194        | 146        |
| 2001                                                                            | 179 360              | 4 359 000 | 4.1            | 250        | 198           | 52            | 717                      | 5                    | 58         | 193        | 145        |
| 2002                                                                            | 179 715              | 4 337 000 | 4.1            | 244        | 193           | 51            | 736                      | 7                    | 56         | 187        | 145        |
| 2003                                                                            | 174 747              | 4 297 000 | 4.1            | 238        | 190           | 48            | 734                      | 5                    | 53         | 187        | 123        |
| 2004                                                                            | 145 755              | 4 300 000 | 3.4            | 237        | 187           | 50            | 615                      | 6                    | 57         | 183        | 121        |
| 2006                                                                            | 146 806              | 4 305 000 | 3.4            | 233        | 185           | 48            | 630                      | 11                   | 54         | 129        | 109        |
| 2013                                                                            | 141 264              | 4 276 000 | 3.3            | 223        | 177           | 46            | 633                      | 11                   | 54         | 54         | 97         |
| 2016                                                                            | 142 046              | 4 291 000 | 3.3            | 218        | 170           | 48            | 651                      | 10                   | 55         | 136        | 97         |
| 2019                                                                            | 141 717              | 4 097 028 | 3.5            | 213        | 169           | 44            | 665                      | 10                   | 49         | 121        | 81         |
| 2021                                                                            | 139 269              | 4 085 026 | 3.4            | 193        | 155           | 38            | 721                      | 14                   | 44         | 119        | 37         |
| 2023                                                                            | 133 959              | 4 053 513 | 3.3            | 169        | 141           | 28            | 792                      | 17                   | 32         | 117        | 37         |
| Fuente: Catholic-Hierarchy, que a su vez toma los datos del Anuario Pontificio. |                      |           |                |            |               |               |                          |                      |            |            |            |

## Episcopologio

### Prefectos apostólicos de Lusacia
- Johann Leisentrit † (22 de agosto de 1559-24 de noviembre de 1586 falleció)
- Gregor Leisentrit † (13 de diciembre de 1586-23 de mayo de 1594 falleció)
- Christoph Blöbel † (15 de agosto de 1594-4 de febrero de 1609 falleció)
- August Wiederin von Ottersbach † (25 de febrero de 1609-27 de junio de 1620 falleció)
- Gregor Kathmann von Maurugk † (9 de julio de 1620-3 de mayo de 1644 falleció)
- Johann Hasius von Lichenfeld † (13 de septiembre de 1644-28 de febrero de 1650 falleció)
- Martin Saudrius von Sternfeld † (2 de abril de 1650-1655 renunció)
- Bernhard von Schrattenbach, O.Cist. † (1655-26 de febrero de 1660 falleció)
- Christophorus Johannes Reinheld von Reichenau † (11 de mayo de 1660-25 de abril de 1665 falleció)
- Peter Franz Longinus von Kieferberg † (4 de julio de 1665-11 de noviembre de 1675 falleció)
- Martin Ferdinand Brückner von Brückenstein † (6 de mayo de 1676-1 de febrero de 1700 falleció)
- Matthäus Joseph Ignaz Vitzki † (2 de diciembre de 1700-23 de junio de 1713 falleció)
- Martin Bernhard Just von Friedenfeld † (7 de febrero de 1714-9 de junio de 1721 falleció)
- Johann Joseph Ignaz Freyschlag von Schmidenthal † (4 de noviembre de 1721-2 de marzo de 1743 falleció)
- Jakob Johann Joseph Wosky von Bärenstamm † (4 de abril de 1743-3 de diciembre de 1771 falleció)
- Carl Laurenz Cardona † (27 de enero de 1772-25 de agosto de 1773 falleció)
- Martin Nugk von Lichtenhoff † (17 de enero de 1774-21 de junio de 1780 falleció)
- Johann Joseph Schüller von Ehrenthal † (9 de octubre de 1780-14 de septiembre de 1794 falleció)
- Wenzel Kobaltz † (15 de mayo de 1795-2 de mayo de 1796 falleció)
- Georg Franz Lock † (22 de mayo de 1801-7 de septiembre de 1831 falleció)
  - Sede administrada por los vicarios apostólicos de Sajonia (1831-1841)
- Matthäus Kutschank † (20 de enero de 1842-19 de diciembre de 1844 falleció)
  - Sede administrada por los vicarios apostólicos de Sajonia (1846-1920)

### Obispos de Meissen (sede restaurada)
- Christian Schreiber † (12 de agosto de 1921-13 de agosto de 1930 nombrado obispo de Berlín)
- Conrad Gröber † (13 de enero de 1931-21 de mayo de 1932 nombrado arzobispo de Friburgo)
- Petrus Legge † (9 de septiembre de 1932-9 de marzo de 1951 falleció)
- Heinrich Wienken † (9 de marzo de 1951 por sucesión-19 de agosto de 1957 renunció[nota 4])
- Otto Spülbeck † (20 de junio de 1958-21 de junio de 1970 falleció)
- Gerhard Schaffran † (12 de septiembre de 1970 -15 de noviembre de 1979)

### Obispos de Dresde-Meissen
- Gerhard Schaffran † (15 de noviembre de 1979-1 de agosto de 1987 retirado)
- Joachim Friedrich Reinelt (2 de enero de 1988-20 de febrero de 2012 retirado)
- Heiner Koch (18 de enero de 2013-8 de junio de 2015 nombrado arzobispo de Berlín)
- Heinrich Timmerevers, desde el 29 de abril de 2016